# 大阪市立電気科学館
大阪市立電気科学館（おおさかしりつでんきかがくかん）は、大阪府大阪市西区にかつて存在した科学館。日本初の科学館で、通称は電館（）。
1989年（平成元年）5月閉館し、代替施設として同年に北区中之島に大阪市立科学館が開業している。

## 来歴

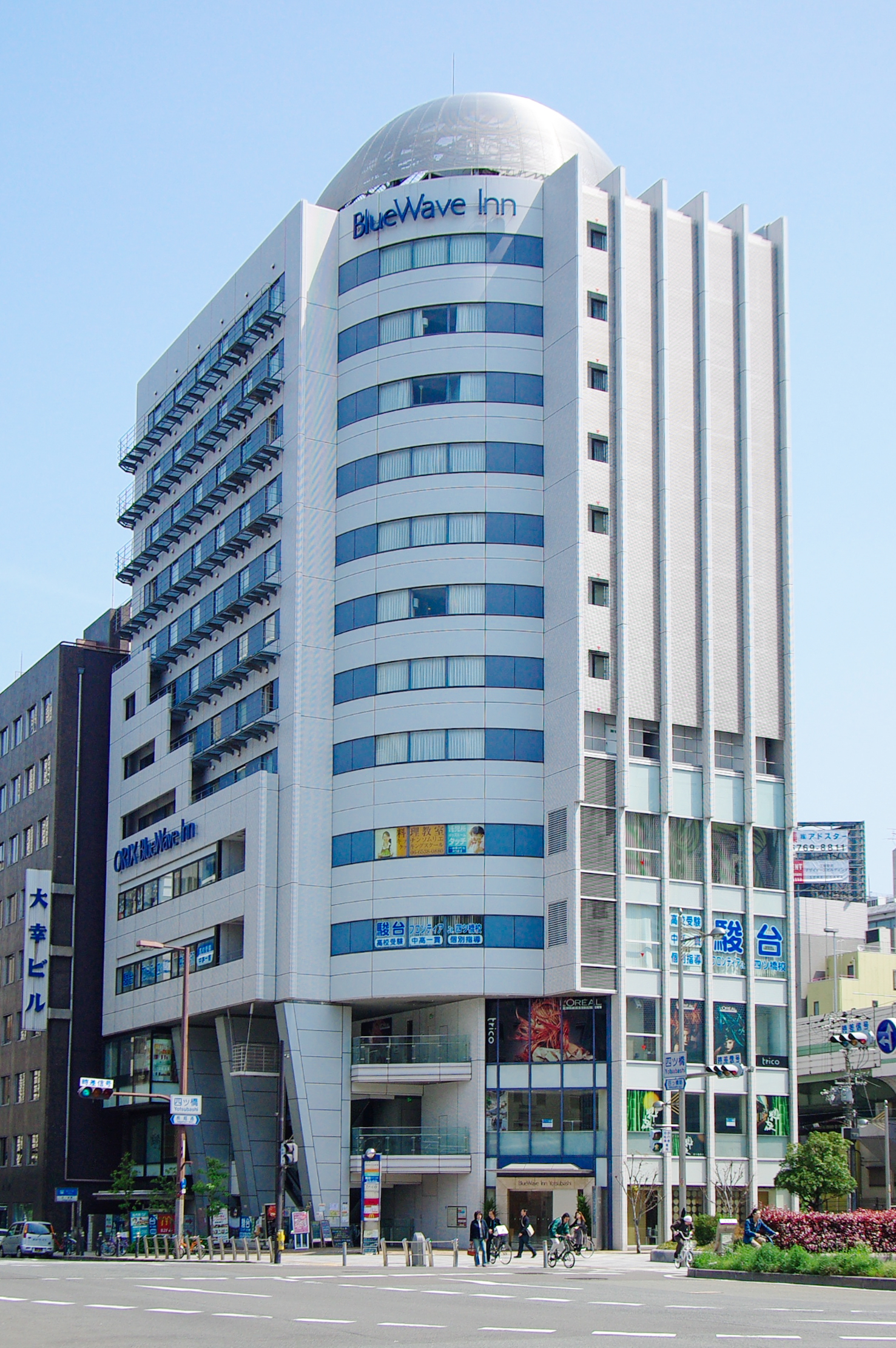
電気科学館の跡地に建てられた「ホワイトドームプラザ」

日本で最初にプラネタリウム（ドイツ製カール・ツァイスII型）を導入した施設としても知られる。
大阪市電氣局（当時。のちに電力部門は関西電力、交通部門は大阪市交通局を経て大阪市高速電気軌道）の創立10周年を記念したPR施設として、当初美容室や食堂やスケートリンク等を備えた電化のショールームを志向した複合施設を計画していたが、その後科学館の建設に転換され1937年に開館。電気設備・製品のショールームが1階にあり、全館冷房・電光サインなどがある近代的な建築物であり、この地区のランドマークだった。6階のプラネタリウムのほか、原理館（5階）、動力館（4階）、照明館（3階）、通信館（2階）（時期により展示構成の変更あり）という構造になっており、テーマ別に展示がなされていた。
戦災を乗り越えて50年以上営業し、戦後は老朽化に伴い1974年には建て替え計画があったものの実現せず、関西電力からの科学館寄付の申し出があり当初弁天町駅周辺再開発の一環として建設予定とされたが、最終的に中之島地区に建設され1989年（平成元年）5月に閉館した。
閉館後しばらくは大阪市立中央図書館の建て替えに伴う仮館として利用した後取り壊され、2002年にオリックスグループのビジネスホテル「ブルーウェーブイン四ツ橋」（現・ヴィアイン心斎橋長堀通）を主テナントとする大阪市交通局所有の複合ビル「ホワイトドームプラザ」が建設された。このホテルの外観は大阪市立電気科学館を模している。また、プラネタリウム機器は大阪市立科学館に移管され2000年12月に大阪市指定文化財となっている。
最寄りとなる大阪市営地下鉄（現・Osaka Metro）の四ツ橋駅の北改札口近くにはプラネタリウムのタイル壁画もあったが、電気科学館の閉館後駅リニューアルに伴い撤去された。

## 沿革
- 1937年3月13日 - 開館[3]。
- 1945年5月 - 戦争の激化に伴い休館[3]。
- 1946年2月21日 - プラネタリウム営業再開[3]。
- 1948年10月 - 展示場営業再開[3]。

- 1989年5月31日 - 閉館[3]。

## 案内

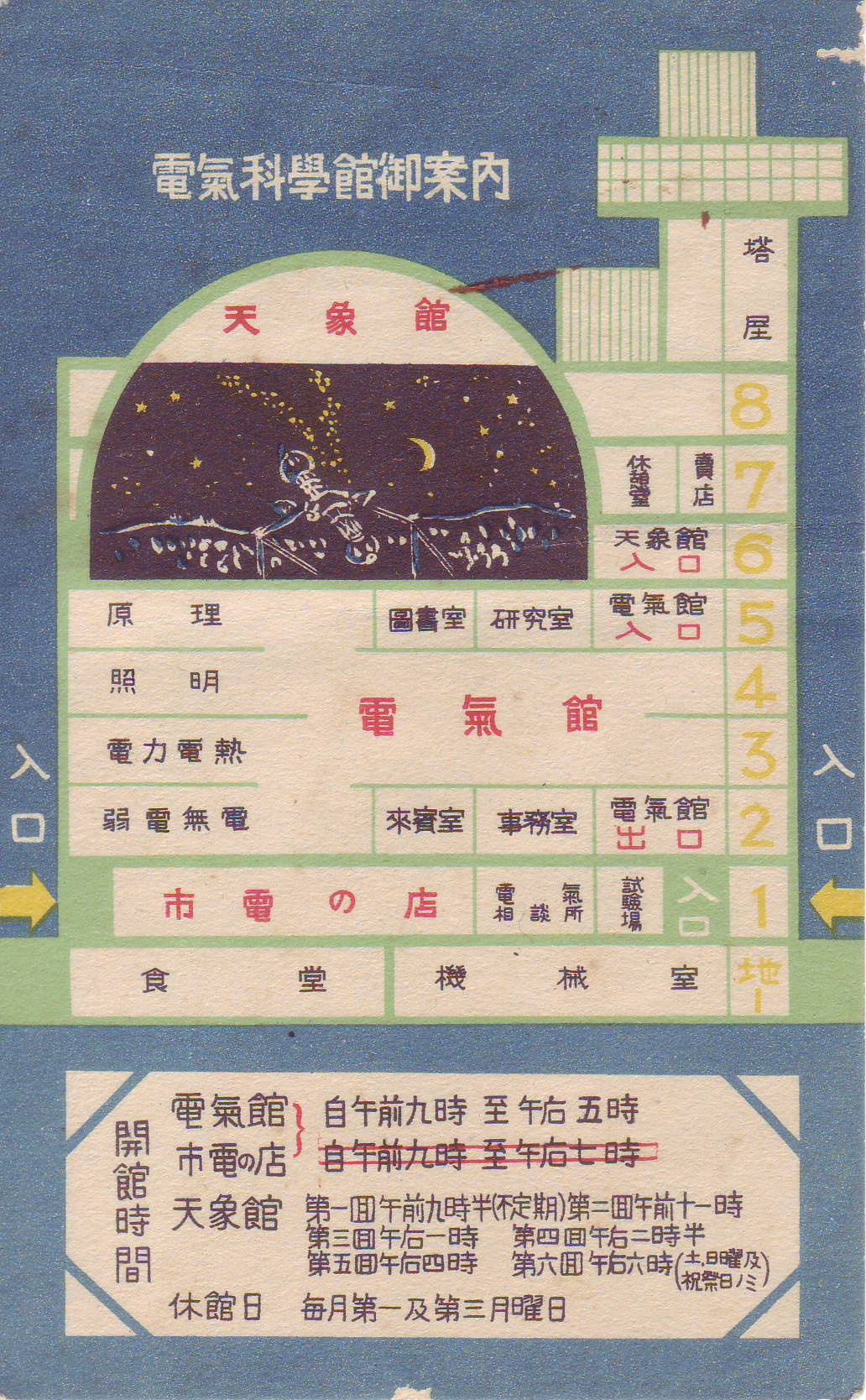
電気科学館館内案内の絵葉書（戦前）

住所は大阪市西区新町で、四ツ橋交差点の北東角にあり、地下鉄四つ橋線四ツ橋駅と地下で直結していた。
昭和13年頃
- 入館料（13歳以上） 電気館 20銭 天像館 40銭 共通 50銭 13歳未満 電気館 10銭 天像館 20銭 共通 25銭
- 1階 市電の店（電気館、大阪市が運営する家庭用電器製品販売店）
- 2階 弱電・無電館（電気館）
- 3階 電力・電熱館（電気館）
- 4階 照明館（電気館）
- 5階 原理館（電気館）
- 6階 天像館入口（プラネタリウム）
- 7階 休憩室
- 8階 事務室

1950年代後期
- 1階 切符売場、団体受付
- 2階 家庭電気館（電気館）
- 3階 生産電力館（電気館）
- 4階 電波通信館（電気館）
- 5階 原子力館 （電気館）
- 6階 プラネタリウム（天文館）
- 7階 無料休憩所
- 8階 天文展示室
- 9階 屋上遊歩道
- 見学順序：8階→6階→5階→4階→3階→2階
- 休館日：毎月曜日（但し、祭日に当る月曜日は開館する）

1970年代後期（パンフレットより）
- 1階 観覧券発売所・ロビー
- 2階 電気館 日常生活のための電気知識 - 「関西の電気」「電気エネルギーの利用」「電気機器の歴史」等日常的な電気の安全利用について展示。
- 3階 電気館 エネルギー源としての電気 - 「原子力、火力、水力発電のしくみ」「安全確実に電気を送るための電気機器」「原理実験コーナー」「モータコーナー」「市民の足地下鉄と過去・未来ののりもの」など電気エネルギーについて展示。
- 4階 電気館 情報を伝達・処理する電気 - 電子の働きを紹介する。
- 5階 電気館 電気で楽しもう - 「透明人間の部屋」「ロボットスター君」「鉄道模型運転装置」など実験機器を中心に展示。
- 6階 天象館（プラネタリウム）
- 7階 売店・休憩所
- 8階 倉庫

## 著名人と電気科学館
- 手塚治虫は少年期から開館間もない電気科学館に月に一度の頻度で頻繁に通っていた[8]。その頃の思い出を「懐しのプラネタリウム」と題して、大阪市立電気科学館星の友の会「月刊うちゅう」1985年7月号へ寄稿しており、1987年（昭和62年）に電気科学館50周年記念講演会を行っている[3]。
- 織田作之助も当館のファンであり、小説『星の劇場』『わが町』に電気科学館のプラネタリウムが登場する[3]。

## 関連書籍
- 「大阪市立電気科学館70年記念誌 日本の科学館は大阪から」（大阪科学振興協会 2008.12）
- 「大阪市立電気科学館の設計者について」・ 「大内秀一郎追悼文集「思い出艸」」（大内氏は電気科学館設計陣の一人）収載
- 「電気科学館建設記念」（大阪市電気局,1937）
- 「電気科学館二十年史」（大阪市立電気科学館,1957）
- 「大阪市立電気科学館30年のあゆみ」（大阪市立電気科学館 1967.3）
- 「大阪市立電気科学館50年のあゆみ」（大阪市立電気科学館 1987）
- 「近代建築畫譜 : 近畿篇」不二出版,2007.6（昭和11年刊 復刻版）
- 「建築モダニズム : 近代生活の夢とかたち」（エクスナレッジ 2001.2）
（下記「建築知識」の連載再読・日本のモダニズム21を加筆したもの）
- 再読・日本のモダニズム21／大阪市立電気科学館， 設計：大阪市（新名種夫） 
「建築知識」 1997年12月/39巻/13号/491号
- 電気科学館と同館内プラネタリウムの概要並にその設計に就て， 新名種男 建築と社会（1937- 20-0003）
- 「建築と社会 第61巻 第20集第1号 - 第3号 昭和12年1月 - 3月」 （不二出版 1994.10）
- 大阪春秋 102 電気科学館の開設と市民生活（特集おおさか昭和モダニズム）／加藤賢一 p32-35 200103
- 大阪春秋 14 市立電気科学館とプラネタリウム／佐伯恒夫 p40-43 197707
- 大阪春秋 18 大阪市立電気科学館／高峰秀樹 p28-29 197810
- 月刊うちゅう 6(2) プラネタリウムの憶い出 1／佐伯恒夫 p2-7 198905
- 月刊うちゅう 63 プラネタリウムの憶い出 2／佐伯恒夫 p2-7 198906
- 月刊せんば 140 大阪市立電気科学館／館長笹川久史 p44-45 198209
- 四つばし 1989.5 大阪市立電気科学館の閉館について p3 198905
- 四つばし 1989.5 さようなら電気科学館／泉澤邦昭 p4-6 198905
- 『大阪人』2006年10月号（第60巻10号）「特集：科学シティ・大阪」、大阪都市協会